# Phragmipedium exstaminodium
Phragmipedium exstaminodium é uma espécie de orquídea terrestre, família Orchidaceae, que habita de Chiapas, no México, àGuatemala.